# 伊万里市立立花小学校
伊万里市立立花小学校（いまりしりつ たちばなしょうがっこう）は佐賀県伊万里市立花町にある市立の小学校。
1984年（昭和59年）に開校した、伊万里市内で最も新しい小学校である。

## 概要
歴史
1984年（昭和59年）に伊万里市立大坪小学校から分離する形で新設された。2019年（平成31年・令和元年）には創立35周年を迎えた。
校訓
た - たくましく
ち - 力と心を合わせ
ば - はきはきと
な - 何でも進んで
校章
校名の「立」の文字を図案化したデザインになっている。
校歌
校歌名は「おーい　雲よ！」。作詞は片岡繁男、作曲は藤田耕平による。歌詞中には学校名は入っていない。なお、2番の「たちばな」を漢字表記にすると「立花」ではなく、「橘」になる。
通学区域
住所表記で「伊万里市」の後に「富士町、渚、立花台一～四丁目、新天町、南ヶ丘、西円（一部）、立花町字広田（一部）、立花町字長谷（一部）」が続く地域。中学校区は伊万里市立伊万里中学校校区。
行事等
- 体育大会では5、6年生が伝統の「伊万里太鼓踊り」を踊る。
- 児童クラブは5つある。

## 沿革
開校前
- 1974年（昭和49年）- 伊万里市立大坪小学校において、栄町が校区に編入され、児童数が急増。
- 1978年（昭和53年）
  - 教室不足のため、翌年まで8教室のプレハブ校舎を仮設し、急場をしのぐ。
  - 伊万里市教育委員会は、大坪小学校の分離計画を打ち出し、通学区域審議会に「第二大坪小学校（仮称）」の通学区域について諮問。
- 1981年（昭和56年）12月 - 通学区域審議会は市教育委員会の原案通りに答申。大坪小学校の分離が決定。
- 1982年（昭和57年）- 二か年計画で校舎建設に着手。

開校後
- 1984年（昭和59年）
  - 4月 - 「伊万里市立立花小学校」（現校名）が新設される。鉄筋コンクリート造3階建て新校舎2棟、クラブハウス併設の体育館が完成。
  - 8月 - 校旗・校歌が完成。
  - 11月 - 校舎落成式を挙行。
- 1985年（昭和60年）7月 - プールが完成。

## 参考資料
- 「伊万里市史 教育・人物編」（2003年（平成15年）3月31日発行, 伊万里市）